# Орландо Меджик
«Орландо Меджик» (англ. Orlando Magic) — професійна баскетбольна команда, заснована у 1989 в місті Орландо у штаті Флорида.  Команда є членом Південно-Східного дивізіону Східної конференції Національної баскетбольної асоціації. Співвласниками команди Orlando Magic є Річард ДеВос і Гелен ДеВос.
Домашнім полем для «Меджик» є Амвей-арена.

## Статистика
В = Виграші, П = Програші, П% = Процент виграних матчів 
| Сезон   | В   | П   | П%   | Плейоф                                                                                                   | Результати                                                                                   |
| ------- | --- | --- | ---- | --- | -------------------------------------------------------------------------------------------- |
| 1989-90 | 18  | 64  | .220 | |                                                                                              |
| 1990-91 | 31  | 51  | .378 | |                                                                                              |
| 1991-92 | 21  | 61  | .463 | |                                                                                              |
| 1992-93 | 41  | 41  | .500 | |                                                                                              |
| 1993-94 | 50  | 32  | .610 | Програли в першому раунді                                                                                | Індіана 3, Орландо 0                                                                         |
| 1994-95 | 57  | 25  | .695 | Виграли в першому раунді Виграли в півфіналі конференції Виграли в фіналі конференції Програли в фіналі  | Орландо 3, Бостон 1 Орландо 4, Чикаго 2 Орландо 4, Індіана 3 Х’юстон 4, Орландо 0            |
| 1995-96 | 60  | 22  | .732 | Виграли в першому раунді Виграли в півфіналі конференції Програли в фіналі конференції                   | Орландо 3, Детройт 0 Орландо 4, Атланта 1 Чикаго 4, Орландо 0                                |
| 1996-97 | 45  | 37  | .549 | Програли в першому раунді                                                                                | Маямі 3, Орландо 2                                                                           |
| 1997-98 | 41  | 41  | .500 | |                                                                                              |
| 1998-99 | 33  | 17  | .660 | Програли в першому раунді                                                                                | Філадельфія 3, Орландо 1                                                                     |
| 1999-00 | 41  | 41  | .500 | |                                                                                              |
| 2000-01 | 43  | 39  | .524 | Програли в першому раунді                                                                                | Мілвокі 3, Орландо 1                                                                         |
| 2001-02 | 44  | 38  | .537 | Програли в першому раунді                                                                                | Шарлот 3, Орландо 1                                                                          |
| 2002-03 | 42  | 40  | .512 | Програли в першому раунді                                                                                | Детройт 4, Орландо 3                                                                         |
| 2003-04 | 21  | 61  | .256 | |                                                                                              |
| 2004-05 | 36  | 46  | .439 | |                                                                                              |
| 2005-06 | 36  | 46  | .439 | |                                                                                              |
| 2006-07 | 40  | 42  | .488 | Програли в першому раунді                                                                                | Детройт 4, Орландо 0                                                                         |
| 2007-08 | 52  | 30  | .634 | Виграли в першому раунді Виграли в півфіналі конференції                                                 | Орландо 4, Торонто 1 Детройт 4, Орландо 1                                                    |
| 2008-09 | 59  | 23  | .720 | Виграли в першому раунді Виграли в півфіналі конференції Виграли в фіналі конференції Програли в фіналі  | Орландо 4, Філадельфія 2 Орландо 4, Бостон 3 Орландо 4, Клівленд 3 Лос-Анджелес 4, Орландо 1 |
| 2009-10 | 59  | 23  | .720 | Виграли в першому раунді Виграли в півфіналі конференції Програли в фіналі конференції Програли в фіналі | Орландо 4, Шарлот 0 Орландо 4, Атланта 0 Бостон 4, Орландо 2                                 |
| 2010-11 | 52  | 30  | .634 | Програли в першому раунді                                                                                | Атланта 4, Орландо 2                                                                         |
| 2011-12 | 37  | 29  | .561 | Програли в першому раунді                                                                                | Індіана 4, Орландо 1                                                                         |
| Сума    | 959 | 879 | .522 | |                                                                                              |
| Плейоф  | 57  | 66  | .463 | |                                                                                              |